# سوداپورن سیسوندی
سوداپورن سیسوندی (تایلندی: สุดาพร สีสอนดี؛ ۴ اکتبر ۱۹۹۱) بوکسور زن اهل تایلند است.
وی در مسابقات کشوری و بین‌المللی در مجموع برندهٔ ۲ مدال نقره، ۲ مدال برنز شده‌است.